# Puente de Guangzhou
El puente de Guangzhou es un puente que cruza el río de las Perlas en Guangzhou, provincia de Guangdong, China.

## Historia
Terminado en 1985, el puente fue el tercero que se construyó sobre el río de las Perlas en Guangzhou. 
El puente de 1240 metros lleva la avenida Guangzhou a través del río y sobre el extremo oriental de la isla Ersha, conectando Kecun en el distrito de Haizhu con la ciudad nueva de Zhujiang en Tianhe .